# Neville Lancelot Goddard
Neville Lancelot Goddard (19 februari 1905 – 1 oktober 1972), algemeen bekend als Neville Goddard, was een Barbadiaanse new thought-auteur en mysticus die over de Bijbel en esoterie schreef en wordt beschouwd als een van de pioniers van de Wet van Aantrekking.

## Jeugd
Goddard werd op 19 februari 1905 in Barbados geboren als zoon van Joseph Nathaniel en Wilhelmina Goddard. Hij emigreerde omstreeks 1922 naar New York, waar hij aanvankelijk werkte als ballet- en stijldanser.
In 1931 begon hij te studeren bij een Ethiopische rabbijn genaamd Abdullah, die hem kennis liet maken met Kabbalah. Hij werd pas genaturaliseerd rond de tijd van de Tweede Wereldoorlog, toen hij in het Amerikaanse leger diende.

## Carrière
Hij was een danser en tot op zekere hoogte acteur. Hij stelt in Consciousness is the Only Reality: "Tien jaar lang was ik een danser, danste in Broadway-shows, in vaudeville, nachtclubs en in Europa." In het begin van de jaren vijftig doceerde Goddard in The Town Hall over religieuze onderwerpen. In 1954 was hij naar verluidt van plan een "metafysische telefilmshow" te maken, hoewel het onduidelijk is of het project tot wasdom is gekomen.

## Gedachtegoed
Goddard beschouwde de Bijbel als een gelijkenis van de menselijke psyche, in tegenstelling tot een verslag van historische gebeurtenissen, en het moet worden geïnterpreteerd als een gids voor verlichting en persoonlijke macht. Daarom geloofde Goddard niet in een externe God die gebeden beantwoordt, maar eerder dat "[j]ij de schepper bent".
Nevilles' gedachte wordt vaak beschouwd als verwant aan solipsisme, non-dualisme en Advaita Vedanta, vooral gezien het feit dat hij verschillende keren verklaarde dat "iedereen is een aspect uit jezelf", zinspelend op het feit dat alleen God bestaat en al het andere een verlengstuk is van die God. Goddard dacht dat mensen door deze "waarheid" hun eigen realiteit konden creëren door het "gevoel van de vervulde wens" aan te nemen, vandaar de term "wet van aantrekking".
De auteur geloofde ook dat de dood een illusie is en dacht dat mensen, als ze eenmaal "dood" waren, "hersteld" zouden worden in hetzelfde leven dat ze opnieuw leefden, op een vergelijkbare manier als de Nietzscheaanse versie van het concept van de eeuwige terugkeer. Dit totdat ze illuminatie ervaren en één worden met God, een concept dat hij "God's Promise" noemde.

## Nalatenschap
Jonathan L. Walton stelt dat met name Frederick Eikerenkoetter theorieën heeft aangenomen over het vermogen van mensen om hun situatie te veranderen door middel van 'gevoel', die geworteld zijn in de ideeën van Goddard. Rhonda Byrne en Wayne Dyer hebben opgemerkt dat Goddard hun opvattingen heeft gevormd. Margaret Runyan Castaneda, ex-vrouw en later biograaf van Carlos Castaneda, was geïnteresseerd in het werk van Goddard en introduceerde Carlos de ideeën van Goddard.
Goddard werd beïnvloed door schrijver William Blake en een van de eerste zelfhulp theoretici Émile Coué en Thomson Jay Hudson.

## Dood
Goddard stierf op 1 oktober 1972 op 67-jarige leeftijd aan een hersenbloeding. Hij heeft ongeveer 20 jaar in Los Angeles gewoond.
Hij is begraven in Westbury Cemetery, Saint Michael, Barbados.

## Werken
- Op uw bevel (1939)[10]
- Uw geloof is uw fortuin (1941)[11]
- Vrijheid voor iedereen: een praktische toepassing van de Bijbel (1942)[12]
- Gevoel is het geheim (1944)[13]
- Gebed - De kunst van het geloven (1946)[14]
- Niet van deze wereld (1949)[15]
- Het creatieve gebruik van verbeelding (1952)[16]
- De kracht van bewustzijn (1952)[5]
- Ontwaakte Verbeelding (1954)[17]
- Zaaitijd en oogst (1956)[18]
- De wet en de belofte (1961)[19]

## Verder lezen
- Coates, Robert M. (4 september 1943). A Blue Flame on the Forehead. The New Yorker.  A 1943 profile of Goddard.
- Neville Goddard Original Audio Lectures 001 A-F

- Bibliothèque nationale de France: cb16683145n (data)
- Gemeinsame Normdatei: 1025869966
- International Standard Name Identifier: 0000 0000 3302 8836
- Library of Congress Control Number: n88661494
- Nationale en Universitaire bibliotheek Zagreb: 000758846
- Virtual International Authority File: 28653586
- WorldCat: E39PBJdMfvkPVf9pVdPDdwXmVC